# Phyllanthus carvalhoi
Phyllanthus carvalhoi är en emblikaväxtart som beskrevs av Grady Linder Webster. Phyllanthus carvalhoi ingår i släktet Phyllanthus och familjen emblikaväxter. Inga underarter finns listade i Catalogue of Life.